# Árkádia-per
Árkádia-per irodalmi vita 1806–1807-ben, amely Kazinczy Ferenc, illetve Fazekas Mihály és Kis Imre között folyt le. Csokonai Vitéz Mihály halála után Kazinczy Ferenc a Hazai Tudósítások-ban megjelent cikkében az „Árkádiában éltem én is!” idézetet tartalmazó szöveget javasolta a költő sírfeliratául, ezt azonban a debreceniek városuk lebecsüléseként értelmezték. A vita kapcsán esztétikai, filozófiai és vallási nézetkülönbségek is felmerültek. 1807-ben a vitapartnerek többé-kevésbé békességre jutottak, remélve, hogy a közönség számára tanulsággal szolgált vitájuk. Az emlékmű felállítására Kazinczy életében nem került sor.

## Árkádia kétféle értelmezése

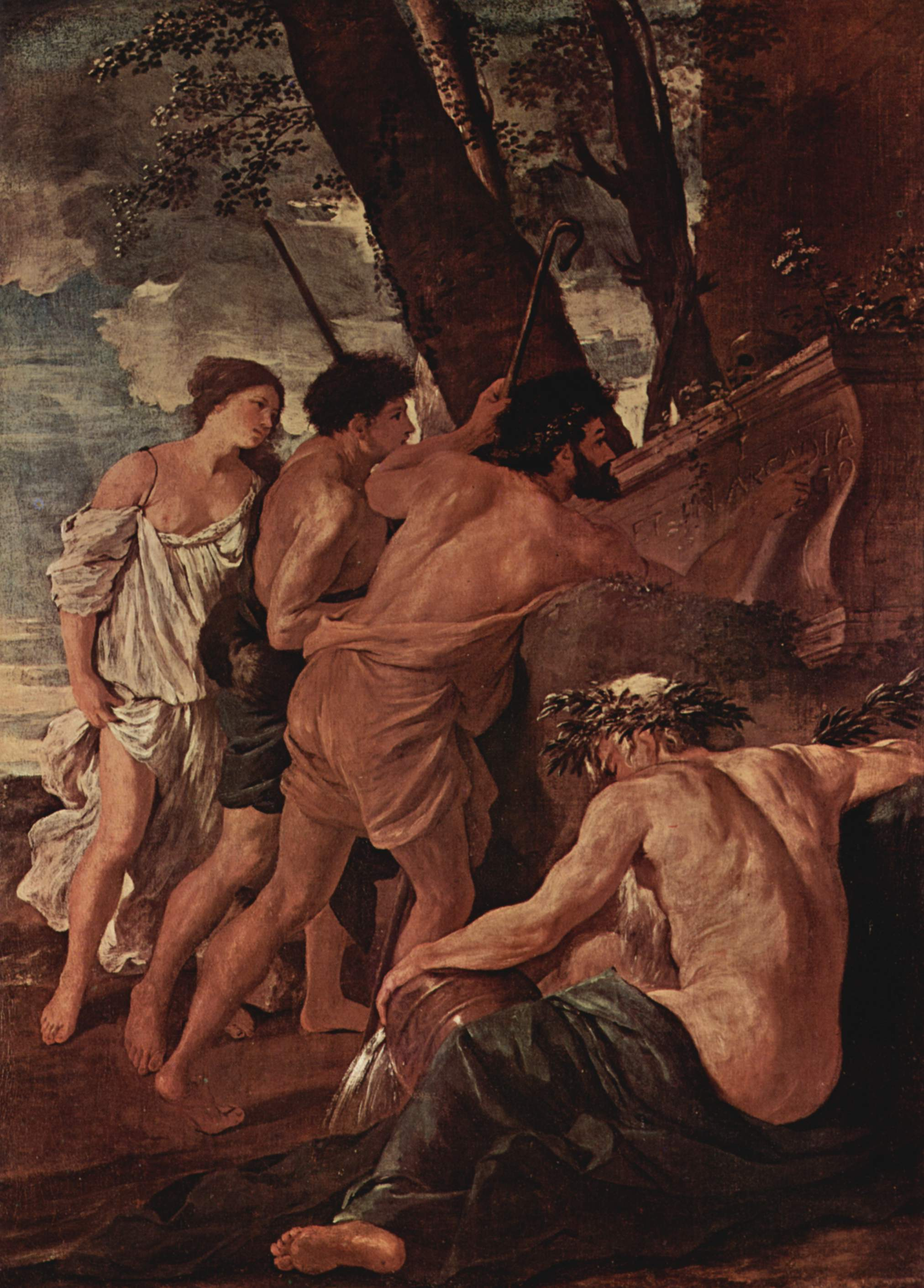
Nicolas Poussin: Árkádiai pásztorok (1629-1630)

Árkádia a Peloponnészosz közepén elterülő hegyvidéki táj. A hegyekkel elzárt vidéken a műveltség nem tudott úgy fejlődni, mint a többi görög tájon, ezért az árkádiaiakat együgyűeknek tartották. Pauszaniasz és Polübiosz szerint az itt élő pásztorok jó zenészek voltak, akik őrizték a hagyományosan paraszti vendégszeretetet és szigorú erkölcsöket, mindamellett butaságukról és durva életmódjukról voltak ismertek. Ugyanilyennek írta le Árkádiát Ovidius is Fasti című művében.
Vergilius eklogáiban ezzel szemben Árkádia az idillikus pásztori élet és a boldogság helyszíneként jelenik meg; ezt a képet vették át a későbbi korok művészei is. Nicolas Poussin Árkádiai pásztorok (Et in Arcadia ego) című és két változatban is megfestett híres képe hozzájárult az idillisztikus értelmezés elterjedéséhez. Goethe és Schiller szintén a „költészet hazája” értelemben említették Árkádiát.

## A vita
Csokonai sírfelirata körüli vita, az Árkádia-pör már túlnőtt Csokonai életművén, a nyelvújítási harc kezdő csatája lett. Az erők összemérésére egy szerencsétlen félreértés adott okot. Kazinczy Csokonai márvány sírkövére a következő feliratot javasolta: „ET. IN. ARCADIA. EGO” azaz „ARKÁDIÁBAN ÉLTEM ÉN IS”. A híres szállóigét a debreceniek azonban – okkal vagy ok nélkül – haraggal fogadták, mert ők azt találták a kor egy kedvelt lexikonjában: Arkádia – „derék marhalegelő, kivált szamarakra”. Kazinczy magyarázó jegyzetet készített a szöveghez: „Arkadia, igenis, marhalegelő-tartomány volt, és éppen ezért, minthogy az volt, ottan virágzottak a múzsák mesterségei leginkább. [...] Arkádiában élni tehát, és a márvány szavai szerént az: ARKÁDIÁBAN ÉLTEM ÉN IS! nem jelent egyebet, mint ezt: Egyike voltam hazám kedvelt énekeseinek én is, s boldog éltet éltem a mesterség szép regiójában.” Ennek ellenére a vita elmérgesedett.